# Associazione Sportiva L'Aquila 1938-1939
Questa voce raccoglie le informazioni riguardanti l'Associazione Sportiva L'Aquila nelle competizioni ufficiali della stagione 1938-1939.

## Stagione
Per l'Associazione Sportiva L'Aquila, la stagione 1937-1938 fu la 2ª in Serie C e la 4ª complessiva nel terzo livello del campionato italiano di calcio. Durante la stagione, il club partecipò per la 4ª volta alla Coppa Italia, venendo però eliminato già al primo turno eliminatorio, e per la 2ª volta alla Coppa dell'Italia Centrale.
Dopo la delusione dell'anno precedente, con la promozione sfiorata, L'Aquila fu costretta a ridurre gli sforzi economici e cedere i suoi due giocatori di punta, Giovanni Battioni e Luigi Lessi. Il reparto offensivo venne comunque puntellato con diversi arrivi che, tuttavia, non riuscirono a produrre il rendimento delle stagioni passate; difatti, il capocannoniere della squadra fu Luciano Maran con sole sei reti.

## Rosa
| N. |                   | Ruolo | Calciatore          |
| -- | ----------------- | ----- | ------------------- |
|    | Italia (bandiera) | C     | Lorenzo Bernetti    |
|    | Italia (bandiera) | A     | Marino Bon          |
|    | Italia (bandiera) | D     | Pio Angelo Brindisi |
|    | Italia (bandiera) | A     | Giuseppe Cesaro     |
|    | Italia (bandiera) | C     | Mario Cociani       |
|    | Italia (bandiera) | D     | Guerrino Crovatin   |
|    | Italia (bandiera) | A     | Luciano Maran       |
|    | Italia (bandiera) | C     | Vincenzo Morgante   |
|    | Italia (bandiera) | C     | Giovanni Parissone  |

| N. |                   | Ruolo | Calciatore                       |
| -- | ----------------- | ----- | -------------------------------- |
|    | Italia (bandiera) | A     | Gino Piccinini (I)               |
|    | Italia (bandiera) | A     | Giovanni Pozzi                   |
|    | Italia (bandiera) | C     | Alfredo Romagnoli (I) (capitano) |
|    | Italia (bandiera) | D     | Luigi Rossini                    |
|    | Italia (bandiera) | C     | Bruno Schillani                  |
|    | Italia (bandiera) | P     | Gorido Stornelli                 |
|    | Italia (bandiera) | D     | Aldo Stradiot                    |
|    | Italia (bandiera) | P     | Michele Tedeschi                 |
|    | Italia (bandiera) | D     | Pasquale Viganò                  |

## Risultati

### Serie C

#### Girone di andata
| Aquila degli Abruzzi 18 settembre 1938 1ª giornata | L'Aquila  | 1 – 0 | Savoia | Stadio XXVIII Ottobre |
| \| \| \| \| \| Bon 83’ \| Marcatori \| \|          |           |       |        |                       |
|                                                    |           |       |        |                       |
| Bon 83’                                            | Marcatori |       |        |                       |

| Aquila degli Abruzzi 25 settembre 1938 2ª giornata                      | L'Aquila  | 2 – 1             | Foggia | Stadio XXVIII Ottobre |
| \| \| \| \| \| Piccinini I 6’, 52’ \| Marcatori \| 36’ (rig.) De Meo \| |           |                   |        |                       |
|                                                                         |           |                   |        |                       |
| Piccinini I 6’, 52’                                                     | Marcatori | 36’ (rig.) De Meo |        |                       |

| Aquila degli Abruzzi 2 ottobre 1938 3ª giornata                                       | L'Aquila  | 4 – 0 | Pescara | Stadio XXVIII Ottobre |
| \| \| \| \| \| Stradiot 48’ Romagnoli I 49’ Crovatin 62’ Pozzi 67’ \| Marcatori \| \| |           |       |         |                       |
|                                                                                       |           |       |         |                       |
| Stradiot 48’ Romagnoli I 49’ Crovatin 62’ Pozzi 67’                                   | Marcatori |       |         |                       |

| Rieti 9 ottobre 1938 4ª giornata                         | Supertessile Rieti | 1 – 1     | L'Aquila | Stadio Alberto Fassini |
| \| \| \| \| \| Bramanti 44’ \| Marcatori \| 46’ Maran \| |                    |           |          |                        |
|                                                          |                    |           |          |                        |
| Bramanti 44’                                             | Marcatori          | 46’ Maran |          |                        |

| Manfredonia 16 ottobre 1938 5ª giornata                                                            | Manfredonia | 1 – 4                                             | L'Aquila | Campo del Littorio |
| \| \| \| \| \| Rinaldi II 77’ \| Marcatori \| 14’, 90’ (rig.) Viganò 62’ Stradiot 88’ Parissone \| |             |                                                   |          |                    |
| |             |                                                   |          |                    |
| Rinaldi II 77’                                                                                     | Marcatori   | 14’, 90’ (rig.) Viganò 62’ Stradiot 88’ Parissone |          |                    |

| Aquila degli Abruzzi 30 ottobre 1938 6ª giornata                                                      | L'Aquila  | 7 – 0 | San Giorgio Fois | Stadio XXVIII Ottobre |
| \| \| \| \| \| Morgante 20’, 75’ Maran 27’ Piccinini I 48’, 88’ Schillani 55’, 73’ \| Marcatori \| \| |           |       |                  |                       |
| |           |       |                  |                       |
| Morgante 20’, 75’ Maran 27’ Piccinini I 48’, 88’ Schillani 55’, 73’                                   | Marcatori |       |                  |                       |

| Castellammare di Stabia 6 novembre 1938 7ª giornata                                    | Stabia    | 3 – 1         | L'Aquila | Stadio San Marco |
| \| \| \| \| \| Matteoni 29’ Andreini 51’ Fiorelli 80’ \| Marcatori \| 55’ Parissone \| |           |               |          |                  |
|                                                                                        |           |               |          |                  |
| Matteoni 29’ Andreini 51’ Fiorelli 80’                                                 | Marcatori | 55’ Parissone |          |                  |

| Aquila degli Abruzzi 13 novembre 1938 8ª giornata                               | L'Aquila  | 1 – 3                       | SIME Popoli | Stadio XXVIII Ottobre |
| \| \| \| \| \| Viganò 35’ (rig.) \| Marcatori \| 3’, 79’ Bianchi 84’ Dollenz \| |           |                             |             |                       |
|                                                                                 |           |                             |             |                       |
| Viganò 35’ (rig.)                                                               | Marcatori | 3’, 79’ Bianchi 84’ Dollenz |             |                       |

| Roma 27 novembre 1938 9ª giornata                  | MATER     | 1 – 0 | L'Aquila | Motovelodromo Appio |
| \| \| \| \| \| Preti 74’ (rig.) \| Marcatori \| \| |           |       |          |                     |
|                                                    |           |       |          |                     |
| Preti 74’ (rig.)                                   | Marcatori |       |          |                     |

| 11 dicembre 1938 10ª giornata |  | – Turno di riposo |  |  |

| Napoli 18 dicembre 1938 11ª giornata                                                     | Bagnolese | 2 – 2                  | L'Aquila | Campo dell'Ilva |
| \| \| \| \| \| Franzese 54’ (rig.), 76’ (rig.) \| Marcatori \| 9’ Maran 11’ Parissone \| |           |                        |          |                 |
|                                                                                          |           |                        |          |                 |
| Franzese 54’ (rig.), 76’ (rig.)                                                          | Marcatori | 9’ Maran 11’ Parissone |          |                 |

#### Girone di ritorno
| Torre Annunziata 15 gennaio 1939 12ª giornata                 | Savoia    | 2 – 0 | L'Aquila | Campo Formisano |
| \| \| \| \| \| Giraud II 15’ Angiolini 40’ \| Marcatori \| \| |           |       |          |                 |
|                                                               |           |       |          |                 |
| Giraud II 15’ Angiolini 40’                                   | Marcatori |       |          |                 |

| Foggia 22 gennaio 1939 13ª giornata                     | Foggia    | 2 – 0 | L'Aquila | Campo sportivo del Littorio |
| \| \| \| \| \| Serio 8’ Creziato 71’ \| Marcatori \| \| |           |       |          |                             |
|                                                         |           |       |          |                             |
| Serio 8’ Creziato 71’                                   | Marcatori |       |          |                             |

| Pescara 29 gennaio 1939 14ª giornata      | Pescara   | 0 – 1   | L'Aquila | Campo Rampigna |
| \| \| \| \| \| \| Marcatori \| 55’ Bon \| |           |         |          |                |
|                                           |           |         |          |                |
|                                           | Marcatori | 55’ Bon |          |                |

| Aquila degli Abruzzi 5 febbraio 1939 15ª giornata                    | L'Aquila  | 3 – 0 | Supertessile Rieti | Stadio XXVIII Ottobre |
| \| \| \| \| \| Cesano 6’ Viganò 58’ Parissone 68’ \| Marcatori \| \| |           |       |                    |                       |
|                                                                      |           |       |                    |                       |
| Cesano 6’ Viganò 58’ Parissone 68’                                   | Marcatori |       |                    |                       |

| Aquila degli Abruzzi 12 febbraio 1939 16ª giornata       | L'Aquila  | 2 – 0 | Manfredonia | Stadio XXVIII Ottobre |
| \| \| \| \| \| Crovatin 17’ Maran 74’ \| Marcatori \| \| |           |       |             |                       |
|                                                          |           |       |             |                       |
| Crovatin 17’ Maran 74’                                   | Marcatori |       |             |                       |

| Cagliari 19 febbraio 1939 17ª giornata    | San Giorgio Fois | 0 – 0   | L'Aquila | Campo di via San Giorgio |
| \| \| \| \| \| \| Marcatori \| 55’ Bon \| |                  |         |          |                          |
|                                           |                  |         |          |                          |
|                                           | Marcatori        | 55’ Bon |          |                          |

| Aquila degli Abruzzi 26 febbraio 1939 18ª giornata                                                        | L'Aquila  | 3 – 2                    | Stabia | Stadio XXVIII Ottobre |
| \| \| \| \| \| Schillani 12’ Stradiot 35’ Bernetti 58’ (rig.) \| Marcatori \| 32’ Ciccone 39’ Andreini \| |           |                          |        |                       |
| |           |                          |        |                       |
| Schillani 12’ Stradiot 35’ Bernetti 58’ (rig.)                                                            | Marcatori | 32’ Ciccone 39’ Andreini |        |                       |

| Popoli Terme 5 marzo 1939 19ª giornata                                          | Simaz Popoli | 3 – 1     | L'Aquila | Stadio del Littorio |
| \| \| \| \| \| Bianchi 24’ Dollenz 35’ (rig.), 47’ \| Marcatori \| 85’ Maran \| |              |           |          |                     |
|                                                                                 |              |           |          |                     |
| Bianchi 24’ Dollenz 35’ (rig.), 47’                                             | Marcatori    | 85’ Maran |          |                     |

| Aquila degli Abruzzi 12 marzo 1939 20ª giornata                                | L'Aquila  | 2 – 2                    | MATER | Stadio XXVIII Ottobre |
| \| \| \| \| \| Cesaro 7’ Maran 11’ \| Marcatori \| 43’ (rig.), 60’ Battioni \| |           |                          |       |                       |
|                                                                                |           |                          |       |                       |
| Cesaro 7’ Maran 11’                                                            | Marcatori | 43’ (rig.), 60’ Battioni |       |                       |

| 19 marzo 1939 21ª giornata |  | – Turno di riposo |  |  |

| Aquila degli Abruzzi 2 aprile 1939 22ª giornata | L'Aquila  | 1 – 0 | Bagnolese | Stadio XXVIII Ottobre |
| \| \| \| \| \| Parissone 8’ \| Marcatori \| \|  |           |       |           |                       |
|                                                 |           |       |           |                       |
| Parissone 8’                                    | Marcatori |       |           |                       |

### Coppa Italia

#### Preliminari
| Arbitro: | Magrini |

|                       |           |                       |
| Piccinini 67’ Bon 86’ | Marcatori | 8’ Alberti 70’ Brossi |

| Roma 20 ottobre 1938 Primo turno - Ripetizione                                                            | MATER     | 7 – 0 | L'Aquila | Motovelodromo Appio |
| \| \| \| \| \| Longobardi 37’, 78’ Preti 41’ (rig.) Napoli 61’, 65’ Trombetta 76’, 86’ \| Marcatori \| \| |           |       |          |                     |
| |           |       |          |                     |
| Longobardi 37’, 78’ Preti 41’ (rig.) Napoli 61’, 65’ Trombetta 76’, 86’                                   | Marcatori |       |          |                     |

## Statistiche

### Statistiche di squadra
| Competizione | Punti | In casa | In casa | In casa | In casa | In casa | In casa | In trasferta | In trasferta | In trasferta | In trasferta | In trasferta | In trasferta | Totale | Totale | Totale | Totale | Totale | Totale | DR  |
| Competizione | Punti | G       | V       | N       | P       | Gf      | Gs      | G            | V            | N            | P            | Gf           | Gs           | G      | V      | N      | P      | Gf     | Gs     | DR  |
| ------------ | ----- | ------- | ------- | ------- | ------- | ------- | ------- | ------------ | ------------ | ------------ | ------------ | ------------ | ------------ | ------ | ------ | ------ | ------ | ------ | ------ | --- |
| Serie C      | 24    | 10      | 8       | 1       | 1       | 26      | 9       | 10           | 2            | 3            | 5            | 10           | 14           | 20     | 10     | 4      | 6      | 36     | 23     | +13 |
| Coppa Italia | -     | 1       | 0       | 1       | 0       | 2       | 2       | 1            | 0            | 0            | 1            | 0            | 7            | 2      | 0      | 1      | 1      | 2      | 9      | -7  |
| Totale       | -     | 11      | 8       | 2       | 1       | 28      | 11      | 11           | 2            | 3            | 6            | 10           | 21           | 22     | 10     | 5      | 7      | 38     | 32     | +6  |